# Institut Saint-Boniface Parnasse
 (juin 2018).
L'Institut Saint-Boniface Parnasse est une école bruxelloise de la commune d'Ixelles fondée en 1866. La devise de l'Institut, Dieu Seul, est celle du saint patron de l'école, Boniface de Bruxelles (1182-1261), enfant d'orfèvres, né dans le quartier du Cantersteen, sur les bords du Coperbeek. Il fut, entre autres, écolâtre à Cologne et évêque de Lausanne et il termina ses jours à l'abbaye de la Cambre où l'on peut voir encore actuellement sa châsse.
L'Institut fait partie de l'enseignement libre catholique. Il comprend une section secondaire de l'enseignement général et une école fondamentale (primaire et maternelle). Il compte plus de 1 000 élèves en 2019.

## Historique

### De la fondation jusqu'au début duXXesiècle
- 1862 : le jeune curé de la paroisse Saint-Boniface, l'abbé Michel Dhanis, (1816-1885),  décide de doter ce quartier d'Ixelles, en pleine expansion, d'une école primaire. Installée chaussée de Wavre, elle ouvre au mois d'août, avec deux classes et trois professeurs laïcs[1].
- 1866 : l'école prend une certaine autonomie par rapport à la paroisse. Le deuxième directeur, Mgr Oswald van den Berghe, ajoute un premier cycle inférieur d'humanités à l'école primaire à partir du mois de septembre.
- 1869 : l'abbé Jean-Baptiste Collet devient le troisième directeur de l'établissement, désormais appelé à devenir le deuxième collège diocésain d'enseignement à Bruxelles, après l'Institut Saint-Louis[2].
- 1871 : ouverture de la première 6e latine de l'Institut Saint-Boniface et arrivée d'un premier professeur-prêtre.
- 1872 : l'Institut s'installe dans une maison de maître au numéro 130 de la chaussée d'Ixelles au mois de septembre.
- 1874 : le cycle des humanités inférieures (1er, 2e et 3e) est complètement constitué.
- 1880 : l'abbé Collet obtient l'autorisation de créer un cycle d'humanités supérieures (4e, 5e et 6e).
- 1884 : sortie de la première rhétorique et fondation d'un Cercle Académique, le 26 janvier, qui perdurera jusqu'en 1917.
- 1886 : ouverture des "humanités modernes" au mois d'octobre.
- 1888 : fondation de la Conférence Saint-Jean-Berchmans (conférence de St-Vincent-de-Paul) du collège.
- 1894 : 25e anniversaire de l'Institut, le 26 avril, qui compte alors 400 élèves, 21 professeurs, dont 16 prêtres et 5 laïcs. À cette occasion, l'Association des Anciens du collège est également fondée.
- 1896 : sortie de la première moderne ou professionnelle. L'Institut s'étend aussi aux numéros 126-128 de la chaussée d'Ixelles.
- 1900 : fondation du premier pensionnat de l'Institut au tournant du siècle.
- 1911 : acquisition du home-pensionnat des sœurs de Saint-Vincent de Paul de Gijzegem à la rue du Conseil, en vue d'y déménager l'institut Saint-Boniface dans de nouvelles et plus spacieuses installations[3].
- 1913 : début des travaux, dans le quadrilatère Viaduc-Conseil, selon les plans de l'architecte Careels.
- 1914 : bénédiction de la première pierre du nouvel institut, le 10 juin, par le cardinal et archevêque de Malines, Mgr Désiré-Joseph Mercier.

### Durant l'entre-deux-guerres
- 1914-1918 : interruption des travaux.
- 1918 : intronisation du Sacré-Cœur à l'institut au mois de juin et fondation de la troupe scoute du collège par l'abbé Charles Helsen et René Weverbergh, le 28 décembre[4].
- 1920 : l'Institut Saint-Boniface déménage dans ses nouveaux bâtiments de la rue du Viaduc, le 19 avril. Les 5-6 décembre, il fête sur place son 50e anniversaire, avec la participation du cardinal Mercier. Le collège compte alors 600 élèves et 27 professeurs, dont 22 prêtres pour 5 laïcs.
- 1923 : fondation de la meute de louveteaux [5] par l'abbé Fernand Watteyne, le 2 octobre, puis du clan des routiers par René Weverbergh en décembre. L'institut inaugure aussi son monument aux morts 14-18, un triptyque représentant les élèves morts aux combats dû au peintre Charles Theunissen, le 16 décembre[6].
- 1930 : installation d'orgues dans la chapelle, bénies par Mgr Clemente Micara,  nonce apostolique (en).
- 1932 : décoration murale de la chapelle au cours de l'hiver 1932-1933, peinte par l'abbé Albert Proost[7]. Le nouveau directeur, l'abbé Aloïs Simon, amorce le renouveau de l'Association des Anciens, officiellement reconstituée en 1936.
- 1933 : bénédiction de la rosace de la chapelle, le 18 février ; création et parution du premier numéro de la revue Saint-Boniface, le 19 février. Au cours de l'été, le bâtiment de la rue du Viaduc est doté d'un parement en pierre de France.
- 1935 : l'institut reçoit une relique de saint Boniface par le cardinal Van Roey au mois de mai, à l'initiative de l'abbé Aloïs Simon. La section JEC (Jeunesse étudiante catholique) du collège inaugure son drapeau. Au cours de l'été, les cours en terre du collège reçoivent leur pavement.
- 1936 : reconstitution de l'Association des Anciens, le 21 février, et aménagement d'un local pour les anciens par l'architecte Roger Bastin inauguré le 5 décembre[8]. L'institut reprend aussi les armoiries et la devise de saint Boniface, qui arboreront désormais toutes les brochures, campagnes publicitaires, etc., de l'institut.
- 1937 : ouverture de la Section Scientifique A. L'abbé André Buisseret initie aussi le premier Annuaire des Anciens, qui paraîtra dans la revue du collège à partir de janvier 1939.
- 1938 : la relique de saint Boniface est enchâssée dans un écrin réalisé par les orfèvres Devroye frères[9].
- 1939 : arrivée de 11 sœurs de la congrégation de Notre-Dame de Mulhouse (Allemagne), le 5 avril. Etablies au no 57 de la rue du Conseil, elles assureront les services d'intendance de la communauté des prêtres et de l'école jusqu'en novembre 1963[10].
- 1943 : consécration de l'institut au Cœur Immaculé de Marie.
- 1944 : 25e anniversaire de l'Unité scoute Saint-Boniface au mois de février.
- 1940-1945 : l'État-major de l'Armée secrète se réunit régulièrement dans le bureau de l'abbé Joseph Dessain, professeur au collège.

### Après la Seconde Guerre mondiale
- 1946 : célébration du 75e anniversaire de l'Institut, postposé à cause de la guerre, sous la présidence du cardinal Joseph-Ernest Van Roey, les 1 et 2 juin : le collège compte 900 élèves, avec 44 professeurs, dont 22 prêtres et 22 laïcs. Le monument aux élèves morts durant 40-45 est inauguré dans la foulée. Le deuxième annuaire des anciens est publié dans le Mémorial de l'Institut.
- 1947 : reprise de la Revue Saint-Boniface, interrompue durant la guerre.
- 1948 : création du premier Fonds de Soutien de l’institut pour l’aider financièrement. Les classes primaires de Saint-Boniface sont adoptées par l’État et une fusion est réalisée avec l’école primaire de la rue du Berger.
- 1951 : fondation d’une école secondaire de commerce par l’abbé Jean Laloup, directeur de l'institut, au mois de juillet. Cette école commerciale deviendra indépendante de Saint-Boniface en 1983.
- 1952 : installation des vitraux du local des Anciens au mois de juin. Les vitraux rappellent les principaux lieux de vie de saint Boniface de Bruxelles.
- 1953 : création d’une annexe scolaire à Boitsfort par l’abbé Jean Laloup, qui deviendra un établissement autonome en 1962, sous le nom de Collège Saint-Hubert. La gestion quotidienne de Saint-Hubert est confiée à l'abbé Albert Marlier. À Saint-Boniface, fondation d’un service psychopédagogique d’orientation scolaire au mois de septembre.
- 1955 : fondation de l’Association des Parents[11], qui tient sa première assemblée, le 2 mars, dans le cadre de la Guerre scolaire. Au niveau des études, ouverture de la première « Latin-Mathématiques » en septembre.
- 1956 : création de la chapelle Saint-Paul par l’architecte Léon de Coster et rénovation du local des Anciens en style « Renaissance ».
- 1958 : ouverture de la première « Latin-Sciences » en septembre[12]. L'institut engage son premier professeur féminin avec l’arrivée de Mariette Florisoone comme titulaire de 1er primaire. Création du second Fonds de Soutien de l’institut. Création d'un club de judo au collège par l’abbé Edmond De Schutter, club sportif qui fêtera ses 25 ans en 1983.
- 1960 : la fermeture définitive de l'internat annonce des travaux d'aménagement au bâtiment de la rue du Viaduc : les dortoirs et loges des internes feront place à deux salles de gymnastique, une grande salle d'étude et des locaux de classe en 1963.
- 1961 : Simone Pissoort devient la première femme professeur pour les humanités.
- 1962 : la section Saint-Hubert devient autonome et prend le nom de Collège Saint-Hubert. L'Association des Anciens de Saint-Boniface reçoit l'autorisation de porter le titre d'Association Royale.
- 1963 : organisation de la 1re Fête de la Chandeleur au mois de mars[13].
- 1965 : création du premier conseil des professeurs, organe consultatif destiné à resserrer les liens entre le directeur et le corps professoral, au mois de juin.
- 1966 : centenaire de l’Institut Saint-Boniface, le 19 février : le collège compte 1000 élèves, 65 professeurs, 14 prêtres et 51 laïcs. Le 17 février, inauguration du mémorial du centenaire, dû à l’orfèvre Jean Holemans, dans le Préau. Le 19 février, grand dîner et bal au Concert Noble. Le 6 mai, les jeux du Centenaire aux stade des Trois Tilleuls, premiers jeux sportifs des « Bonifaciades » qui seront désormais organisés tous les 4 ans. Le 20 mai, grand colloque à l’institut sur les problèmes de l’enseignement. Le 9 novembre, grand gala anniversaire au Palais des Beaux-Arts en présence de LL.MM. le roi Baudouin et la reine Fabiola et du Cardinal Léon-Joseph Suenens. Quatre orateurs : Mgr Pierre Veuillot, archevêque de Paris, MM. Christian Fouchet, ministre français de l'Éducation nationale, Pierre Wigny, ministre belge de la Justice et de la Culture française et Paul Orianne, professeur à l'Université de Louvain. Le 20 novembre, clôture des festivités du centenaire et publication d’une plaquette souvenirs. Construction de la première aile du bâtiment des classes de la rue du Conseil à partir du mois d'août, dont les travaux seront totalement achevés en septembre 1968 (douze classes, deux laboratoires, un auditoire, une nouvelle cour et un garage souterrain).
- 1967 : nouvelle couverture pour la Revue Saint-Boniface, due à l’artiste Pierre Heymans, à partir du mois de juin.
- 1969 : ouverture des sections langues modernes et scientifique B.
- 1970 : à l'époque du directeur-abbé André  Soenen, incendie au bar des Commerciales pour cause de cigarettes restées allumées dans une poubelle au 3ème étage et fondation de l'ASBL Com-Union.
- 1972 : premier directeur laïc de l’institut, en la personne de Jean-Jacques Gailly.
- 1973 : début de la mixité, à la suite de la fusion avec la section primaire de l’école de l’Arbre Bénit, au mois de septembre. Fondation du « Club 33 », regroupant les anciens de l’unité scoute, le 27 octobre.
- 1974 : d’importants travaux ont lieu à la chapelle du collège au cours des mois de mai-août, afin d'y ajouter un réfectoire, en exploitant la hauteur des lieux ; première vente d’autocollants-tombolas dans le cadre de la Chandeleur ; création de l’équipe "scrabble" de Saint-Boniface.
- 1975 : début de la mixité dans le secondaire au mois de septembre, par la fusion avec l'Institut du Parnasse qui s'étalera sur quatre ans. L'Institut reçoit sa nouvelle appellation : Institut Saint-Boniface Parnasse[14]. Création dans la foulée d’une meute de « louvettes » au mois de septembre. Le même mois, d'importants travaux débutent au bâtiment de la rue du Viaduc, dont la toiture sera intégralement refaite et les cages d'escalier en bois remplacées par des infrastructures modernes et sécurisées (travaux achevés en 1976).
- 1976 : renversement de la numérotation des années du secondaire à partir du mois de septembre, dans le cadre de la loi d'application sur l'enseignement rénové (31 juillet 1975) : la 6e latine devient la 1re et la rhétorique devient la 6e... Création des premiers Conseils de classe au mois de décembre, toujours dans le cadre de l'entrée en application de cette nouvelle loi. Création de la fonction de proviseur, occupé pour la 1re fois par l’abbé Albert Van In, ancien préfet de discipline[15].Construction de la deuxième aile du bâtiment de la rue du Conseil, grâce à l’aide financière des Sœurs de la Charité de Gand (Parnasse), dont les travaux seront achevés au 1er janvier 1977.
- 1977 : une section maternelle voit le jour à Saint-Boniface, à la suite de sa fusion avec le Parnasse. Création de « Présence musicale » avec Pierre Vandenbosch et Jean-Marie Pironet, le 4 mars. Les louvettes FSC deviennent des lutins GCB au mois de septembre.
- 1978 : première directrice de l’institut, en la personne de Jeannine Van Lierde. Réouverture de la nouvelle bibliothèque Saint-Boniface, le 10 avril. Création de la 81e compagnie guide Saint-Boniface en septembre.

### Époque actuelle
- 1979 : début de l’enseignement "rénové" à l’institut, le 6 septembre. Sortie des premières rhétoriques mixtes. Création d’une « armoire aux archives » dans la Salle des Anciens, ancêtre du Fonds d'archives Saint-Boniface.
- 1980 : aménagement de la nouvelle chapelle et de l'auditorium ; plan vert : plantation de nombreux arbres dans la cour extérieure.
- 1981 : Saint-Boniface acquiert son premier ordinateur en janvier. Première « Hulpe – Saint Boni », imaginée par Paul De Bouver, le 27 mai. La section maternelle du collège intègre un bâtiment totalement remis à neuf à la rue Goffart, le 1er septembre. Publication du premier annuaire broché des Anciens.
- 1984 : création du Fonds d’archives Saint-Boniface, le 21 juin[16].
- 1985 : première rhétorique de l'enseignement rénové.
- 1986 : publication du deuxième annuaire broché des Anciens.
- 1991 : 125e anniversaire de l'Institut Saint-Boniface : le collège compte 1100 élèves, 105 professeurs, dont 1 prêtre pour 104 laïcs. Thème anniversaire : l'intériorité ; messe en l'église Saint-Boniface présidée par le Cardinal Danneels. Première participation de Saint-Boniface à l’émission « Génies en herbe » (créée en 1989), le 12 septembre.
- 1992 : création d’un challenge inter-classes, les « Génifaciades », inspiré du jeu télévisé, dont les premières finales auront lieu au mois de mai 1993.
- 1993 : aménagement de la Salle Emmaüs dans l’ancienne chapelle de l’institut, salle polyvalente pour activités culturelles et sportives. Les façades du bâtiment central sont également complètement nettoyées et repeintes.
- 1994 : centenaire de l’Association des Anciens et inauguration du nouveau monument aux morts du collège, le 23 avril.
- 1996 : publication du troisième annuaire broché des Anciens.
- 2001 : 135e anniversaire de l'Institut : rencontre à la cathédrale Saints-Michel-et-Gudule avec des anciens qui témoignent de leur engagement dans la vie familiale, professionnelle et sacerdotale.
- 2002 : mise en route, dans le cadre d'une politique lancée par le ministère de l'enseignement, d'un accompagnement différencié pour les élèves à haut potentiel (les HP).
- 2003 : publication du quatrième annuaire broché des Anciens.
- 2006 :  Organisation d'un cours libre de chinois. Introduction dans les repas de l'institut d'une nourriture bio et issue de l'agriculture raisonnée.
- 2007 : redécouverte d'une singulière peinture murale exécutée par Hergé lorsqu'il était scout au début des années 1920[17].
- 2008 : création de l'enseignement par immersion linguistique en néerlandais, en première année du secondaire.
- 2009 : ouverture de l'option d'immersion en néerlandais à la deuxième année.
- 2011 : publication du cinquième annuaire broché des Anciens.
- 2014 : destruction des maisons abandonnées de la rue Sans-Souci au cours de l'été, où sera bientôt construit un nouveau bâtiment pour l'Institut Saint-Boniface.
- 2016 : l'Institut Saint-Boniface se prépare à fêter son 150e anniversaire...

## Directeurs
- 1866-1869 : Mgr Oswald van den Berghe (1834-1894)
- 1869-1885 : Abbé Jean-Baptiste Collet (1831-1900)
- 1885-1899 : Chanoine Jules Hallaux (1848-1919)
- 1899-1911 : Abbé François Schoovaerts (1863-1921)
- 1911-1919 : Chanoine Henri Gevers (1872-1935)
- 1919-1923 : Abbé Pierre Fierens (1880-1940)
- 1923-1926 : Abbé Armand Wathiau (1888-1933)
- 1926-1932 : Abbé Louis Raty (1881-1935)
- 1932-1942 : Mgr Aloïs Simon[18] (1897-1965)
- 1942-1944 : Abbé Michel Huyberechts (1902-1981)
- 1944-1950 : Abbé Albert Van den Brouck (1906-1986)
- 1950-1958 : Chanoine Jean Laloup[19] (1916-1990)
- 1958-1962 : Mgr Laurent Grimmonprez (1924-2015)
- 1962-1972 : Abbé René Steinmetz (1925-2012).
- Vers 1968, l'abbé André Soenen devient directeur de la section des Techniques-Commerciales (diplôme  A6 A2).
- 1972-1978 : M. Jean-Jacques Gailly (1935-1983)
- 1978-1988 : Mme Jeanine Van Lierde (1936-2012)
- 1988-1999 : M. Ghislain Chaval (1934-2023)
- 2000-2010 : M. Michel Klimis (1948)
- 2011-2012 : M. Jean-François Nandrin
- 2012-2013 : Mme Marie-Luce Verhasselt
- 2013-2023 : M. Paul Leblanc
- 2023-2024 : M. Bernard Janssens
- 2024-: M. Vincent Sterpin

## Élèves célèbres ayant étudié à l'Institut
- Maurice Braun de Ter Meeren (1882-1972), bourgmestre de Sterrebeek.
- Roger Aubert, chanoine (1914-2009) : historien spécialiste de l'histoire de l'Église contemporaine ; neveu de Jean Capart; professeur à l'Université Catholique de Louvain, membre de l'Académie Royale de Belgique.
- Pierre-Olivier Beckers (1960-) : président du COIB.
- Jean Capart (1877-1947) : égyptologue, directeur de la Fondation égyptologique Reine Élisabeth de Belgique.
- Jean-François Collet (1972-) : Docteur en agronomie et ingénierie biologique, professeur à l'Université catholique de Louvain (Institut De Duve) ; membre de l'Académie royale de Belgique des sciences, des lettres et des beaux-arts de Belgique (Classe des Sciences).
- Gisbert Combaz (1869-1941) : illustrateur, peintre Art nouveau.
- Grace de Capitani (1957-): actrice de cinéma et de téléfilms.
- Jean de Codt (1955-) : premier président de la Cour de Cassation de 2014 à 2019.
- Benoît Dejemeppe (1951-): ancien procureur du Roi à Bruxelles, conseiller à la Cour de cassation, cosignataire de l'Appel de Genève.
- Alphonse de Haulleville (1860-1938) : directeur du Compte-rendu analytique du Sénat et directeur du Musée du Congo belge (1910-1927), actuel Musée royal d'Afrique centrale.
- Michel De Maegd (1969-) : présentateur du Journal télévisé sur RTL-TVI.
- Raymond de Meester de Betzenbroeck (1904-1995) : sculpteur animalier.
- Thierry De Mey (1956-) : compositeur, réalisateur de cinéma.
- Pierre De Muelenaere (1958-) : ingénieur civil et docteur en sciences appliquées ; élu manager de l'année 2001. Cofondateur d'IRIS, entreprise spécialisée dans la lecture automatique par des procédés de micro-informatique (OCR).
- Éric De Staercke (1962-) : dramaturge, acteur, metteur en scène, chef de troupe de théâtre.
- Edmond Dugniolle (1865-1939) : directeur honoraire de l'exploitation et conseiller d'exploitation da la société anonyme "Les tramways bruxellois".
- André Franquin (1924-1997) : dessinateur, le créateur de Gaston Lagaffe et du Marsupilami.
- Guy Tavernier (1924-1996): savant atomiste, père du nucléaire belge.
- Philippe Goddin (1944-) : hergéologue, spécialiste de la vie et l'œuvre d'Hergé.
- Serge Goyens de Heusch (1939-) : historien de l'art.
- Charles Héger (1902-1984) : ancien ministre de l'Agriculture (1950-1954 et 1960-1971) et de l'Intérieur (1958).
- Hergé (Georges Remi) (1907-1983) : le créateur de Tintin et Milou et de Quick et Flupke.
- Louis-François Vanderstraeten (1919-2011): résistant et officier de l'Armée secrète, historien et lauréat de l'Académie Royale des sciences d'outre-mer.
- Pierre Heymans (1935-) : peintre, poète et sculpteur belge.
- Jean Holemans (1933-) : bijoutier et orfèvre belge.
- Paul Jamin (dessinateur) (1911-1995) : caricaturiste.
- Xavier Lambrechts (1955-) : journaliste politique à TV 5 monde.
- Pierre Laroche (1931-2014) : acteur, metteur en scène.
- Christian Louis, alias Clou (1952) : caricaturiste politique dans La Libre Belgique.
- Pierre Majerus (1941-) : créateur de vitraux.
- Jules-Henri Marchant (1940-) : acteur, metteur en scène, ancien directeur du Rideau de Bruxelles.
- Charles Moeller, Monseigneur (1912-1986) : théologien de la littérature ; promoteur de l'œcuménisme.
- François Ost (1952-) : philosophe, juriste, écrivain ; membre de l'Académie royale des sciences, des lettres et des beaux-arts de Belgique (Classe des Lettres et des Sciences morales et politiques).
- Olivier Pâques (1977-) : auteur de BD.
- Alexandre Paternotte de la Vallée (1888-1966) : diplomate.
- Camille Pholien (1879-1957) : procureur général à la Cour d'appel de Bruxelles (1938-1951) ; frère de Joseph Pholien (1884-1968), Premier Ministre (1950-1952) et Ministre de la Justice (1952).
- Jean-Marie Piret (1930-) : ancien chef de cabinet du roi Baudouin (1977-1983), ancien procureur général près la Cour de cassation.
- Vladimir Pletser (1956-) : ingénieur civil mécanicien, docteur en physique, responsable des vols paraboliques à l'Agence spatiale européenne  ESA, candidat astronaute.
- Prosper Poswick (1906-1992) : homme politique et diplomate.
- Raymond Quinot (1920-2005) : écrivain, poète, secrétaire honoraire du Pen Club, président honoraire de la Fondation Charles Plisnier.
- Thierry Renauld (1955-) : photographe.
- Marie-Sophie Talbot (1960-) : pianiste, chanteuse, percussionniste, auteur-compositeur.
- Jacques Taminiaux (1928-) : philosophe ; professeur au Boston College ; Prix Francqui (1977) ; membre honoraire de l'Académie royale des sciences, des lettres et des beaux-arts de Belgique (Classe des Lettres et des Sciences morales et politiques).
- Eric Tomson (1966-) : musicien multi-instrumentiste (claviers, guitares, percussions, cuivres), auteur-compositeur (membre de la SABAM depuis 1986).
- Arthur vander Linden (1859-1938) : ancien membre de la Chambre des Représentants de Belgique, membre honoraire de la députation de Flandre orientale et ancien bourgmestre de Goeferdinge.
- Thomas Van Haeperen (1977-) : directeur musical et responsable de la programmation de l'Ensemble Sturm und Klang.
- François van Hoobrouck d'Aspre (1934-) : bourgmestre de Wezembeek-Oppem.
- Jean-Pascal van Ypersele de Strihou (1957-) : climatologue; vice-président du GIEC.
- Laurence van Ypersele de Strihou : historienne, professeur à l'Université catholique de Louvain.
- Marc Verdussen (1962-) : professeur de droit constitutionnel à l'Université catholique de Louvain
- Alexandre Von Sivers (1943-) : acteur
- François Weyergans (1941-2019) : prix Renaudot (1992), prix Goncourt (2005), membre de l'Académie française (2009-).
- Paul Van Stalle, dramaturge belge